# Ясене
Ясене (пол. Jasienie) — село в Польщі, у гміні Лясовиці-Великі Ключборського повіту Опольського воєводства.
Населення — 847 осіб (2011).

## Демографія
Демографічна структура станом на 31 березня 2011 року:
|          | Загалом | Допрацездатний вік | Працездатний вік | Постпрацездатний вік |
| -------- | ------- | ------------------ | ---------------- | -------------------- |
| Чоловіки | 389     | 64                 | 277              | 48                   |
| Жінки    | 458     | 80                 | 296              | 82                   |
| Разом    | 847     | 144                | 573              | 130                  |